# Pablo Gerardo González
Pablo Gerardo González (Río Gallegos, 13 de junio de 1968) es un abogado y político argentino del Partido Justicialista. Se ha desempeñado como senador nacional (2011-2015) y diputado nacional (desde 2019) por la provincia de Santa Cruz. Entre 2015 y 2019 fue vicegobernador de la misma provincia, acompañando a Alicia Kirchner.
Fue designado en enero de 2021, por el presidente Alberto Fernández, como presidente de YPF.

## Biografía
Realizó sus estudios secundarios en Río Gallegos y se recibió de abogado y escribano en la Facultad de Ciencias Jurídicas y Sociales de la Universidad Nacional de La Plata. Además, tiene una diplomatura en Derecho de Hidrocarburos de la Universidad Austral.
Comenzó su carrera en 1993 como asesor en la empresa estatal santacruceña de agua y energía Servicios Públicos Sociedad del Estado y al año siguiente se convirtió en Director de Distrigas S.A. Retornó a la primera empresa en 1996 como gerente de asuntos legales. Entre 1999 y 2003 fue subsecretario de Recursos Tributarios de la provincia de Santa Cruz en los últimos años de gestión de Néstor Kirchner.
Entre 2003 y abril de 2007 fue fiscal de Estado, hasta que fue designado ministro de Gobierno de Santa Cruz por el gobernador Daniel Peralta. Ese mismo año fue electo diputado provincial y, al asumir como tal, fue designado vicepresidente primero de la Cámara de Diputados de la Provincia de Santa Cruz. Entre julio de 2008 y diciembre de 2011 fue jefe de Gabinete de Ministros de Santa Cruz, designado por Peralta.
En las elecciones legislativas de 2011 fue electo senador nacional por el Frente para la Victoria. Fue presidente de la comisión Parlamentaria Mixta Revisora de Cuentas; secretario de la comisión de Energía, Minería y Combustibles; y vocal en las comisiones de Asuntos Constitucionales; Justicia y Asuntos Penales; de Legislación General; de Presupuesto y Hacienda; de Economía Nacional e Inversión; de Trabajo y Previsión Social; de Derechos y Garantías; y de Coparticipación Federal de Impuestos.
En 2014 asumió como integrante del Consejo de la Magistratura de la Nación en representación de la cámara alta. Dejó el Senado en 2015, siendo su mandato completado por Virginia María García.
En las elecciones provinciales de 2015 fue electo vicegobernador de Santa Cruz por el sublema Siempre Santa Cruz del Frente para la Victoria Santacruceña, encabezado por la candidata a gobernadora Alicia Kirchner.
Completó su mandato hasta 2019, cuando fue electo diputado nacional por Santa Cruz, encabezando la lista del Frente de Todos. En la Cámara de Diputados de la Nación, es presidente de la comisión de Asuntos Constitucionales; y vocal en las comisiones de Energía y Combustibles; de Legislación General; de Minería; de Presupuesto y Hacienda; Parlamentaria Mixta Revisora de Cuentas; y Bicameral de Seguimiento y Control del Ministerio Público de la Nación.
En el ámbito partidario, fue apoderado del Partido de la Victoria en 2003 y del Frente para la Victoria y del Partido Justicialista (PJ) en Santa Cruz. Entre 2008 y 2013 presidió el consejo del PJ en Río Gallegos. Desde 2016 es congresal nacional del PJ por Santa Cruz.
En enero de 2021 se anunció que reemplazaría a Guillermo Nielsen como presidente de la petrolera de capitales mixtos YPF. La designación, por parte de Alberto Fernández, se habría motivado en el conocimiento de González sobre el sector energético en Santa Cruz y su experiencia lidiando con problemas gremiales, también en aquella provincia.